# Gannat
Gannat je francouzská obec v departementu Allier v regionu Auvergne-Rhône-Alpes. V roce 2013 zde žilo 5 841 obyvatel.

## Poloha
Obec leží u hranic departementu Allier s departementem Puy-de-Dôme. Sousední obce jsou: Bègues, Ébreuil, Champs (Puy-de-Dôme), Charmes, Mazerier, Monteignet-sur-l'Andelot, Poëzat, Saint-Genès-du-Retz (Puy-de-Dôme), Saint-Priest-d'Andelot a Saulzet.

## Vývoj počtu obyvatel
Počet obyvatel